# Kitsap County
Kitsap County är ett administrativt område i delstaten Washington, USA, med 251 133 invånare. Den administrativa huvudorten (county seat) är Port Orchard. 

## Geografi
Enligt United States Census Bureau så har countyt en total area på 1 466 km². 1 026 km² av den arean är land och 440 km² är vatten. 

### Angränsande countyn
- Island County, Washington - nordöst
- Snohomish County, Washington - öst
- King County, Washington - öst/sydöst
- Pierce County, Washington - syd/sydöst
- Mason County, Washington - sydväst
- Jefferson County, Washington - nordväst